# Wietnam na Mistrzostwach Świata w Lekkoatletyce 2017
Wietnam na Mistrzostwach Świata w Lekkoatletyce 2017 – reprezentacja Wietnamu podczas mistrzostw świata w Londynie liczyła 1 zawodnika, który nie zdobył medalu.

## Skład reprezentacji
| Zawodnik    | Konkurencja        | Preeliminacje | Preeliminacje | Eliminacje | Eliminacje | Półfinał | Półfinał | Finał | Finał   |
| Zawodnik    | Konkurencja        | Wynik         | Pozycja       | Wynik      | Pozycja    | Wynik    | Pozycja  | Wynik | Pozycja |
| ----------- | ------------------ | ------------- | ------------- | ---------- | ---------- | -------- | -------- | ----- | ------- |
| Bùi Bá Hạnh | Bieg na 100 metrów | 10,76         | 16.           | NQ         | NQ         | NQ       | NQ       | NQ    | NQ      |